# Pietro Bonanno
Pietro Bonanno est un homme politique italien, né à Palerme le 16 décembre 1863, mort à Palerme le 12 février 1905.
Député de gauche lié à Francesco Crispi, il est membre du conseil municipal de Palerme qu'il dirige du 21 janvier 1904 jusqu'à sa mort avec le titre de pro-maire, ne pouvant pas porter officiellement la charge de maire du fait de son mandat parlementaire.

## Biographie

### Jeunesse
Pietro Bonanno est le fils de Stefano, riche artisan à la tête d'un atelier d'une centaine d'ouvriers produisant des carrosses. En 1860, il forme un groupe armé pour participer à l'Insurrection de Palerme après le débarquement de Garibaldi en Sicile. La sœur de Stefano, Anna, est la grand-mère paternelle du juge antimafia Giovanni Falcone.
Pietro Bonanno étudie le droit à l'Université de Palerme et, diplômé à 22 ans, il épouse Francesca Paterno de Spedalotto dont la famille noble rejette cette union du fait de la différence de leurs origines.

### Conseiller municipal et député
Conseiller municipal à partir de 1887, il est l'un des principaux animateurs des partisans du maire démocrate Pietro Ugo delle Favare (1892-1893) avec Michele Amato Pojero face à l'opposition Paternò-Oliveri. Il est assesseur aux travaux publics et à la police urbaine dans la junte d'Ugo.
En 1895, le maire de Palerme Eugenio Oliveri refuse au groupe des crispiniens d'Ugo de donner un poste d'importance à Bonanno dans sa junte.
Lors des élections législatives de mai 1895, le candidat de la gauche Rosario Garibaldi Bosco est élu au second tour dans la quatrième circonscription de Palerme contre le candidat de Francesco Crispi, Augusto Laganà, grâce à la réunion de tous les opposants au Président du conseil qui vise l'annulation de l'élection car Bosco n'a pas l'âge requis et est incarcéré. L’élection de Bosco effectivement annulée, Pietro Bonanno est élu à sa place en 1896.
En revanche, lors des élections législatives de 1897, il bat difficilement au second tour le radical Alessandro Paternostro, soutenu par le commissaire civil Giovanni Codronchi dans le cadre de l'alliance entre Rudini et le radical Felice Cavallotti. Il a recours à l'achat des votes par deux moitiés de billets de 10 lires dont l'autre partie est donnée à l'issue du scrutin.
Sous le mandat du prince de Camporeale (1900-1901), il est l'un des dirigeants de l'opposition au maire alors qu'ils ont été élus sur la même liste d'union libérale et alimente la dissidence contre le maire Giuseppe Tasca Lanza jugé trop indépendant vis-à-vis des démocrates qui l'ont élu. Car entretemps, il a pris la tête des démocrates palermitains après la mort de Crispi.
L'hebdomadaire socialiste de Alessandro Tasca, La Battaglia, le qualifie d'idiot, de vaniteux et de corrupteur, attaques auxquels le calomnié répond par une gifle adressé au Teatro Massimo à l'ingénieur Drago, l'un des leaders du socialisme réformiste palermitain puis par un duel au sabre au cours duquel il blesse grièvement son adversaire.
Après la condamnation du député régionaliste Raffaele Palizzolo pour le meurtre d'Emanuele Notarbartolo en 1902, il crée avec le député Di Stefano et le folkloriste Giuseppe Pitré, un « Comité pro-Sicilia » pour défendre Palizzolo, qui reçoit l'adhésion de 200 000 personnes dont six députés et de nombreuses personnalités siciliennes. Il relaye la théorie d'une sentence politique et raciste, et incarne une aspiration séparatiste locale.

### Pro-maire de Palerme
Après la démission de Tasca en décembre 1903, la majorité du conseil décide de lui confier l'administration comme pro-maire, puisqu'il n'a pas le droit, en tant que député, d'être maire. Sa mort prématurée en fonction arrête une ascension politique nationale.
Contesté, accusé de corruption électorale, Bonanno prend pourtant le contrepied de ses prédécesseurs en s'appropriant le programme de ses adversaires de gauche et en les mettant en œuvre avec efficacité et sérieux. Avec le soutien de Giolitti, il redresse les finances municipales tout en poursuivant la municipalisation commencée par la junte précédente, renforçant l'accès à l'eau, à l’assainissement, à l'électricité, aux soins et à l'éducation, offre un service de bains de mer gratuits pour les plus pauvres, leur consacre des cantines. Il réaménage les quartiers Conceria et San Giuliano, lance la création d'un parc entre la Questure et le Palais royal qui prendra son nom, fait édifier le premier tronçon de la route du Mont Pellegrino par Giuseppe Damiani Almeyda et relance l'étude du réaménagement de la Via Roma,.
S'il conserve l'hostilité de Tasca Lanza et des réformistes du journal La Battaglia, il parvient à s'allier l'ancien conseiller aux Finances Tesauro et le socialiste Bosco, laissés à la tête du service municipal du pain.
Face à une gauche divisée sur le soutien de la liste unissant réformistes, radicaux et modérés derrière Camporeale, Trabia et Tasca Lanza, Bonnano sort renforcé par les élections administratives partielles de juillet 1904 pour le renouvellement du tiers du Conseil, premier des élus avec mille voix de plus que Vincenzo Florio, puis des élections législatives anticipées de novembre suivant lors desquelles il est réélu.
Il meurt quelques mois après d'une pneumonie. Girolamo Di Martino lui succède.
Son buste sculpté par Benedetto De Lisi prend place au Palazzo delle Aquile et dans la villa qui prend son nom. En 1953, la municipalité fait ériger une stèle funéraire dans le cimetière de Santa Maria dei Rotoli.